# Robert Axelrod

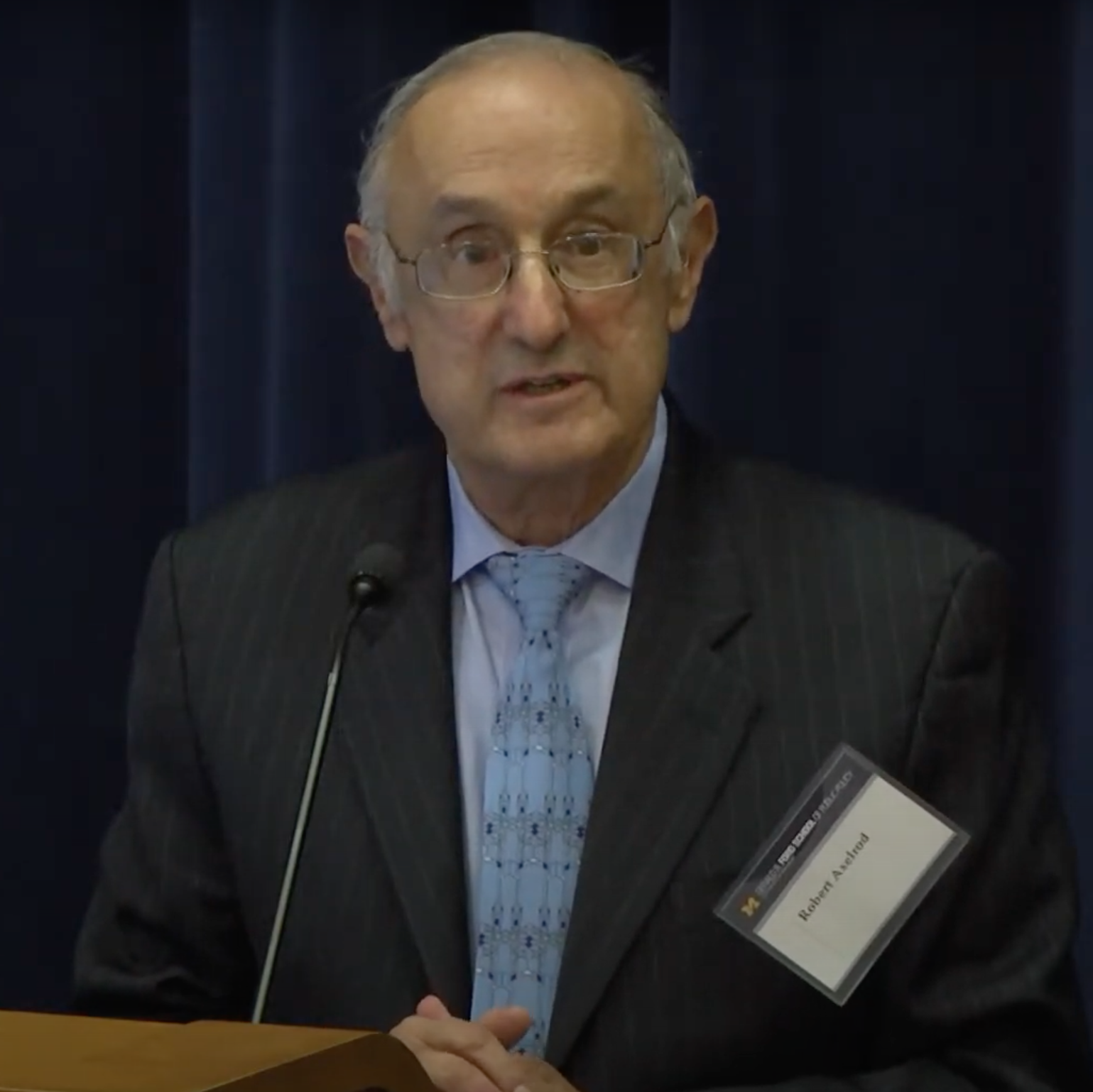
Robert Axelrod, 2019

Robert M. Axelrod, född 27 maj 1943, är en amerikansk statsvetare.
Robert Axelrod tog en kandidatexamen i matematik vid University of Chicago 1964 och disputerade 1969 i statskunskap på Yale University. Han undervisade på University of California, Berkeley 1968-74. Sedan 1974 har han varit på University of Michigan, där han är professor i statskunskap. 
Robert Axelrod är mest känd för sin forskning om samarbete. Han har använt matematik och logik för att förstå problem som internationell samlevnad.
År 2013 fick han Skytteanska priset med motiveringen att han "i grunden förändrat vår syn på förutsättningarna för mänskligt samarbete".